# Fudayl b. ‘Iyād
Fudayl b. ‘Iyād, surnommé aussi Abū ‘Alī, est né en 726 à Samarkand (ou à Bokhara, selon certains) dans le Khurāsān. Il fut élevé à Bāverd (ou Abiverd), entre Serakhs et Niça. Il vécut à Kufa. Selon Sha‘ranī, il subvint aux besoins de sa famille en faisant le marchand d’eau et fut le disciple de Sufyan ath-Thawrī. ‘Attār dit de lui qu’il était « un grand docteur, un savant très expert dans la voie spirituelle, d’une austérité sans borne, opérant de nombreux miracles, consommé dans la connaissance de Dieu ». Il fut chef d’une bande de voleurs mais n’omettait jamais de participer à la ṣalāt du vendredi, jusqu’à ce qu’il fasse repentance. Il fut un contemporain de Rabia. Il mourut en 187/803 à La Mecque.